# Kỳ chuyển nhượng
Kỳ chuyển nhượng là khoảng thời trong năm, trong đó một câu lạc bộ bóng đá có thể chuyển (mua) cầu thủ từ đội bóng khác về hoặc bán cầu thủ của đội mình cho một đội bóng khác. Việc chuyển giao đó được hoàn thành bằng cách đăng ký cầu thủ vào câu lạc bộ mới thông qua FIFA. " Cửa sổ chuyển nhượng" là một thuật ngữ không chính thức thường được sử dụng bởi các phương tiện truyền thông cho khái niệm "thời gian đăng ký " như mô tả trong Quy chế FIFA về địa vị và chuyển giao cầu thủ. Theo quy định, mỗi hiệp hội bóng đá quốc gia quyết định thời gian (ngày tháng) của các "kỳ chuyển nhượng" của hội nhưng nó không được dài quá 12 tuần. Kỳ chuyển nhượng thứ hai xảy ra trong mùa giải và có thể không quá bốn tuần. Và một năm có tối đa 2 kỳ chuyển nhượng.
Kỳ chuyển nhượng của một liên đoàn bóng đá chỉ áp dụng cho việc chuyển đến của cầu thủ quốc tế. Chuyển đi quốc tế khỏi một hiệp hội vẫn có thể xảy ra nếu kỳ chuyển nhượng vẫn còn mở tại nơi đến.
Kỳ chuyển nhượng đã được giới thiệu để đáp ứng các yêu cầu của Ủy ban châu Âu. Hệ thống này đã được sử dụng trong rất nhiều giải đấu châu Âu trước khi được đưa vào hiệu lực bắt buộc tại FIFA trong mùa giải 2002-03.

## Lịch chuyển nhượng
| Liên đoàn              | Kỳ mùa hè                 | Kỳ mùa đông               |
| ---------------------- | ------------------------- | ------------------------- |
| Anh                    | 01 tháng 07 - 31 tháng 08 | 01 - 31 tháng 01          |
| Pháp, Đức, Tây Ban Nha | 01 tháng 06 - 02 tháng 09 | 01 tháng 01 - 02 tháng 02 |
| Ý                      | 01 tháng 06 - 31 tháng 08 | 01 tháng 01 - 02 tháng 02 |
| Hà Lan                 | 11 tháng 06 - 02 tháng 09 | 03 - 31 tháng 01          |
| Nga                    | 17 tháng 06 - 06 tháng 09 | 28 tháng 01 - 28 tháng 02 |
| Thổ Nhĩ Kỳ, Đan Mạch   | 11 tháng 06 - 01 tháng 09 | 05 - 31 tháng 01          |
| Thụy Điển              | 08 tháng 01 - 31 tháng 03 | 15 tháng 07 - 11 tháng 08 |
| Na Uy                  | 01 tháng 01 - 31 tháng 03 | 15 tháng 07 - 18 tháng 08 |
| Scotland               | 09 tháng 06 - 01 tháng 09 | 01 tháng 01 - 02 tháng 02 |
| Phần Lan               | 01 tháng 03 - 30 tháng 04 | 01 - 31 tháng 08          |
| Romania                | 16 tháng 06 - 08 tháng 09 | 25 tháng 01 - 22 tháng 02 |
| Mỹ, Canada             | 18 tháng 02 - 12 tháng 05 | 08 tháng 07 - 06 tháng 08 |
| Brazil                 | 01 tháng 01 - 31 tháng 03 | 14 tháng 07 - 13 tháng 08 |
| Úc                     | 01 tháng 06 - 31 tháng 07 | 14 tháng 01 - 14 tháng 02 |
| Nhật Bản               | 08 tháng 01 - 02 tháng 04 | 16 tháng 07 - 13 tháng 08 |
| Kenya                  | 01 tháng 12 - 31 tháng 01 | 01 - 30 tháng 06          |
| Ethiopia               | 01 tháng 12 - 31 tháng 01 | 01 - 30 tháng 06          |